# Белозем
Белозе́м (болг. Белозем) — село в Пловдивській області Болгарії. Входить до складу общини Раковський.

## Населення
За даними перепису населення 2011 року у селі проживали 3979 осіб.
Національний склад населення села:
| Національність   | Кількість осіб | Відсоток |
| ---------------- | -------------- | -------- |
| болгари          | 3058           | 96,4%    |
| цигани           | 96             | 3,0%     |
| турки            | 3              | 0,1%     |
| інша             | 6              | 0,2%     |
| не визначились   | 10             | 0,3%     |
| Всього відповіли | 3173           |          |

Розподіл населення за віком у 2011 році:
Динаміка населення: